# ISO 3166-2:CI
ISO 3166-2:CI — стандарт Международной организации по стандартизации, который определяет геокоды. Является подмножеством стандарта ISO 3166-2, относящимся к Республике Кот-д’Ивуар. Стандарт охватывает 19 областей Кот-д’Ивуара. Каждый геокод состоит из двух частей: кода Alpha2 по стандарту ISO 3166-1, для Кот-д’Ивуара — CI и дополнительного кода, записанных через дефис. Дополнительный код образован двухсимвольным числом. Геокоды областей являются подмножеством кодов домена верхнего уровня — CI, присвоенного Кот-д’Ивуару в соответствии со стандартами ISO 3166-1.

## Геокоды Кот-д’Ивуара
Геокоды 19 областей административно-территориального деления  Кот-д’Ивуара.
| Геокод | Административная единица | Статус  |
| ------ | ------------------------ | ------- |
| CI-06  | Монтань                  | область |
| CI-16  | Агнеби                   | область |
| CI-17  | Бафинг                   | область |
| CI-09  | Ба-Сассандра             | область |
| CI-10  | Денгеле                  | область |
| CI-18  | Фромаже                  | область |
| CI-02  | О-Сассандра              | область |
| CI-07  | Лак                      | область |
| CI-01  | Лагюн                    | область |
| CI-12  | Марауэ                   | область |
| CI-19  | Муайен-Кавелли           | область |
| CI-05  | Муайен-Комоэ             | область |
| CI-11  | Нзи-Комоэ                | область |
| CI-03  | Саван                    | область |
| CI-15  | Сюд-Бандама              | область |
| CI-13  | Сюд-Комоэ                | область |
| CI-04  | Валле-дю-Бандама         | область |
| CI-14  | Вородугу                 | область |
| CI-08  | Занзан                   | область |

## Геокоды пограничных Кот-д’Ивуару государств
- Либерия — ISO 3166-2:LR (на западе),
- Гвинея — ISO 3166-2:GN (на западе),
- Мали — ISO 3166-2:ML (на севере),
- Буркина-Фасо — ISO 3166-2:BF (на севере),
- Гана — ISO 3166-2:GH (на востоке).